# 富寧県
富寧県（ふねい-けん）は中華人民共和国雲南省文山チワン族ミャオ族自治州に位置する県。

## 行政区画
- 鎮:新華鎮、帰朝鎮、剥隘鎮、里達鎮、田蓬鎮、木央鎮
- 郷:板侖郷、谷拉郷、者桑郷、那能郷、阿用郷、花甲郷
- 民族郷:洞波ヤオ族郷

## 交通

### 鉄道
- 中国鉄路総公司
  - 南昆旅客専用線

（昆明方面）- 富寧駅 - 者桑駅 -（南寧方面）

### 道路
- 高速道路
  - 広昆高速道路
  - S60 富龍高速道路
- 国道
  - G323国道